# 上禅堂
上禅堂（じょうぜんどう）は、中華人民共和国安徽省池州市青陽県九華山にある仏教寺院。

## 歴史
清の康熙6年（1667年）、宗衍を開山に創建された。乾隆23年（1758年）、住職の忝石は観音殿を建立する。咸豊年間、太平天国の乱の火難で、寺は全焼した。咸豊11年（1862年）、住職の開泰は寺院を再建した。光緒年間、清鏞法師は千仏殿を建立する。
1925年、住職の霞光は大雄宝殿を修復した。
1956年より、地元政府は寺院を修復する。1983年、中華人民共和国国務院は仏寺を漢族地区仏教全国重点寺院に認定した。